# 92279 Bindiluca
92279 Bindiluca è un asteroide della fascia principale. Scoperto nel 2000, presenta un'orbita caratterizzata da un semiasse maggiore pari a 3,2091070 UA e da un'eccentricità di 0,1700257, inclinata di 17,05535° rispetto all'eclittica.